# Europäische Innovationspartnerschaften Landwirtschaftliche Produktivität und Nachhaltigkeit
Die Europäischen Innovationspartnerschaften Landwirtschaftliche Produktivität und Nachhaltigkeit (EIP-Agri) sind seit 2014 ein Instrument der Gemeinsamen Agrarpolitik (GAP) der EU. EIP-Agri soll dazu beitragen, die landwirtschaftliche Produktion bei geringerem Ressourcenverbrauch zu steigern und dadurch nachhaltiger zu machen. 
Die bundesweite Vernetzungsstelle für EIP-Agri ist die Deutsche Vernetzungsstelle Ländliche Räume (DVS). Sie sorgt für den Austausch zwischen den EIP-Agri-Akteuren – durch Veranstaltungen, Infos auf der Website netzwerk-laendlicher-raum.de/eip und eine Datenbank mit EIP-Projekten aus Deutschland.

## Operationelle Gruppen
Operationelle Gruppen (OGs) heißen die Arbeitseinheiten innerhalb von EIP-Agri, die einzelne Projekte durchführen. OGs setzen sich aus Landwirten und Wissenschaftlern zusammen, die gemeinsam Produkt- und Prozessinnovationen entwickeln. Eine OG kann unter anderem aus Vertretern der Landwirtschaft, von Forschungseinrichtungen, Verbänden, Beratungsinstitutionen und aus der Verwaltung bestehen. 

## Hintergrund und Ziel
Ziel im Sinne des Bottom-up-Ansatzes ist, dass eine Operationelle Gruppe ein konkretes, praktisches Problem aufgreift und an seiner Lösung arbeitet. Durch die heterogene Zusammensetzung der Gruppe soll zum einen der Austausch auf der Ebene der Gruppe zwischen Praktikern und Wissenschaftlern befördert werden. Zum anderen soll dies zu einem schnelleren Austausch zwischen Praxis und Forschung führen und somit eine Lücke in der bisherigen Agrarforschung schließen.

## Finanzierung
EIP-Agri wird aus zwei Quellen finanziert: aus dem Europäischen Landwirtschaftsfonds für die Entwicklung des ländlichen Raums (ELER) und aus dem Programm Horizont 2020. Horizont 2020 fördert ausschließlich mitgliedstaatenübergreifende Projekte, an denen sich Partner aus mindestens drei Mitgliedstaaten beteiligen.